# Stopple-Technik
Die Stopple-Technik eröffnet im Rohrleitungsbau und im Rohrnetzbetrieb die Möglichkeit, an Versorgungsleitungen zu arbeiten, ohne die Versorgung vollständig abzuschalten. Hierbei wird die Leitung bei vollem Druck angebohrt und zwischen zwei Dichtelementen außer Betrieb genommen. Die Versorgung wird über die Anbohrstellen mittels einer Bypass-Leitung („Stopplegerät“) aufrechterhalten. Im Pipeline-Betrieb wird diese Verfahrensweise auch Anbohrtechnik genannt.
Die Stopple-Technik wird erfolgreich als temporäres Absperrverfahren in der Fernwärmeversorgung eingesetzt, und zwar im unteren Nennweitenbereich für Hausanschluss-Leitungen sowie für Verteilleitungen und größere Transportleitungen.

## Wortherkunft
Stopple ist ein geschützter Markenname des Unternehmens TD Williamson (USA) und steht für die Stopple®Technique, eine weltweit verwendete Methode für Pipelinereparatur ohne Betriebsunterbrechung.